# Мохач
Мо́хач (венг. Mohács) — город в медье Баранья в Венгрии, расположен на правом берегу реки Дунай, в 40 км к востоку от Печа. Напротив города находится остров.
Город занимает площадь 112,23 км², на которой проживает 19 129 жителей.
В городе Мохач ежегодно проходит традиционный праздник Бушояраш.

## История
В районе Мохача произошли две битвы:
1. Мохачская битва в 1526 году, после которой большая часть Венгрии попала под власть Османской империи;
2. в 1687 году, во время австро-турецкой войны (войны «Священной лиги») 1683—1699 года, тогда османская армия потерпела поражение.

## Население
| Год  | Численность | Численность |
| ---- | ----------- | ----------- |
| 2013 | 17 738      | [ 4 ]       |
| 2014 | 17 612      | [ 5 ]       |
| 2018 | 17 143      | [ 6 ]       |
| 2019 | 17 089      | [ 7 ]       |
| 2021 | 16 993      | [ 8 ]       |
| 2022 | 17 239      | [ 9 ]       |
| 2023 | 17 315      | [ 10 ]      |
| 2024 | 17 200      | [ 2 ]       |

## Города-побратимы
- Бейкоз, Турция
- Бели-Монастир, Хорватия
- Бенсхайм, Германия
- Ваттрело, Франция
- Кымпия-Турзи, Румыния
- Семяновице-Слёнске, Польша